# Santa Sofia d'Epiro
Santa Sofia d'Epiro es un municipio situado en el territorio de la provincia de Cosenza, en Calabria (Italia).

## Demografía
| Gráfica de evolución demográfica de Santa Sofia d'Epiro entre 1861 y 2001 |
|                                                                           |
| fuente ISTAT - elaboración gráfica a cargo de Wikipedia                   |

## Personajes célebres
- Ferruccio Baffa Trasci (1590-1656) nombrado por el Papa Alejandro VII Obispo titular de Maximianopolis